# Psittacara
Psittacara este un gen de papagali din tribul Arini. Speciile din acest gen se găsesc în America Centrală și de Sud, în Caraibe, iar o specie ajunge în sudul Statelor Unite. Până în 2013, toate speciile au fost plasate în genul Aratinga. Multe dintre speciile de Psittacara sunt folosite în avicultură sau ca papagali de companie.

## Taxonomie
Membrii acestui gen au fost anterior incluși în genul Aratinga. Studiile filogenetice moleculare au constatat că Aratinga nu era monofiletic, astfel încât, pentru a crea genuri monofiletice, James Van Remsen Jr. și colaboratorii săi au propus în 2013 ca Aratinga să fie divizat, iar un grup de specii să fie mutate în genul Psittacara. Genul a fost introdus în 1825 de zoologul irlandez Nicholas Aylward Vigors, specia tip fiind perușul cu ochi albi.

### Specii
Genul conține 12 specii inclusiv una care în prezent este extinctă:
- Psittacara holochlorus
- Psittacara brevipes
- Psittacara strenuus
- Psittacara wagleri
- Psittacara frontatus
- Psittacara mitratus
- Psittacara erythrogenys – peruș cu mască roșie
- Psittacara finschi
- Psittacara leucophthalmus – peruș cu ochi albi
- Psittacara euops
- Psittacara chloropterus
- †Psittacara maugei